# 대한민국의 해양경찰청 차장
해양경찰청 차장(海洋警察廳 次長)은 청장을 보좌하는 직위로, 치안정감으로 보한다.

## 임명
- 해양경찰청 차장은 대통령이 임명한다.

## 역할
- 해양경찰청 차장은 청장을 보좌하여 소관사무를 처리하고 소속공무원을 지휘·감독하며, 청장이 사고로 직무를 수행할 수 없으면 그 직무를 대행한다.

## 역대 차장

### 해양경찰청 차장
| 정부        | 대수           | 이름           | 계급                            | 임기                             | 비고 |
| ----------- | -------------- | -------------- | ------------------------------- | -------------------------------- | ---- |
| 김대중 정부 | 초대           | 이경우(李炅祐) | 치안감                          | 1999년 6월 14일~2002년 1월 31일  |      |
| 김대중 정부 | 2대            | 이상규(李尙奎) | 치안감                          | 2002년 5월 17일~2004년 2월 7일   |      |
| 노무현 정부 | 2대            | 이상규(李尙奎) | 치안감                          | 2002년 5월 17일~2004년 2월 7일   |      |
| 3대         | 권동옥(權東玉) | 치안정감       | 2004년 2월 4일~2006년 8월 9일   | 재임 중 치안정감으로 승진        |      |
| 4대         | 이상부(李相富) | 치안정감       | 2006년 9월 1일~2007년 6월 30일  |                                  |      |
| 5대         | 조인현(曺仁鉉) | 치안정감       | 2007년 7월 30일~2009년 1월 1일  |                                  |      |
| 5대         | 조인현(曺仁鉉) | 치안정감       | 2007년 7월 30일~2009년 1월 1일  | 이명박 정부                      |      |
| 6대         | 윤혁수(尹赫秀) | 치안정감       | 2009년 1월 2일~2010년 9월 17일  |                                  |      |
| 7대         | 임창수(林昌洙) | 치안정감       | 2010년 10월 1일~2012년 7월 6일  |                                  |      |
| 8대         | 김석균(金錫均) | 치안정감       | 2012년 7월 19일~2013년 3월 18일 |                                  |      |
| 박근혜 정부 | 9대            | 치안정감       | 최상환(崔相桓)                  | 2013년 4월 23일~2014년 11월 19일 |      |

### 해양경비안전조정관
| 정부        | 대수      | 이름           | 계급     | 임기                              | 비고 |
| ----------- | --------- | -------------- | -------- | --------------------------------- | ---- |
| 박근혜 정부 | 직무 대행 | 김광준         | 치안감   | 2014년 11월 21일~2015년 12월 28일 |      |
| 박근혜 정부 | 직무 대행 | 이춘재(李春宰) | 치안감   | 2015년 12월 29일~2016년 7월 10일  |      |
| 박근혜 정부 | 초대      | 이춘재(李春宰) | 치안정감 | 2016년 7월 11일~2017년 7월 25일   |      |

### 해양경찰청 차장
| 정부        | 대수 | 이름           | 계급     | 임기                            | 비고 |
| ----------- | ---- | -------------- | -------- | ------------------------------- | ---- |
| 문재인 정부 | 초대 | 이춘재(李春宰) | 치안정감 | 2017년 7월 26일~2017년 9월 17일 |      |
| 문재인 정부 | 2대  | 김두석(金頭石) | 치안정감 | 2017년 9월 18일~2018년 8월 13일 |      |
| 문재인 정부 | 3대  | 류춘열(柳春烈) | 치안정감 | 2018년 8월 14일~2020년 3월      |      |
| 문재인 정부 | 4대  | 김병로         | 치안정감 | 2020년 3월~2021년 1월           |      |
| 문재인 정부 | 5대  | 오윤용         | 치안정감 | 2021년 1월~2021년 3월           |      |
| 문재인 정부 | 6대  | 정봉훈         | 치안정감 | 2021년 4월~2021년 12월 3일      |      |
| 문재인 정부 | 7대  | 서승진         | 치안정감 | 2021년 12월 21일~2023년 1월     |      |
| 윤석열 정부 | 8대  | 김용진         | 치안정감 | 2023년 6월 2일~2024년 3월 18일  |      |
| 윤석열 정부 | 9대  | 오상권         | 치안정감 | 2024년 3월 18일~2025년 2월 9일  |      |

## 사건·사고 및 논란

### 차장 뺨 세례
2014년 4월 24일 전라남도 진도군 팽목항에서 최상환 해양경찰청 차장이 분노한 실종자 가족에게 뺨을 맞는 상황이 발생했다. 유족들은 한 달 중 물살이 가장 약해지는 소조기 기간 마지막 날임에도 수중 수색작업이 더뎌지는 것에 분노하여 이주영 해양수산부 장관, 김석균 해양경찰청장에게 항의를 하던 도중 흥분한 한 가족이 최상환 차장의 멱살을 잡고 뺨을 친 것이다.

## 같이 보기
- 해양경찰청
- 해양경찰청장